# Província de Misurata

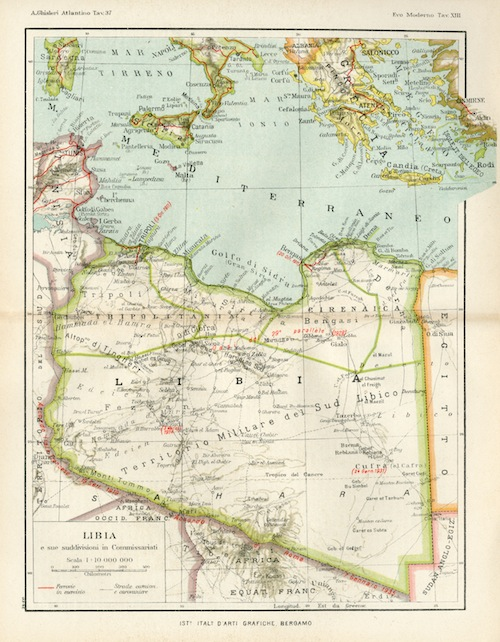
La Província de Misurata el 1939, entre Trípoli i Bengasi a la Líbia italiana.

Província de Misurata (italià: Provincia di Misurata) va ser una de les províncies de Líbia sota el govern italià.
Va ser establerta el 1937 amb el nom oficial de Commissariato Generale Provinciale di Misurata. Gran part de l'àrea de la Província de Misurata va esdevenir el districte de Misurata amb la independència de Líbia després de la Segona Guerra Mundial.

## Característiques
La província de Misurata (anomenada també: «província de Misrata») es troba al nord de la Líbia italiana, entre la província de Trípoli i la província de Bengazi. El seu centre administratiu era la petita ciutat de Misratah, a la costa mediterrània.
Estava dividida en tres seccions: 
- Misratah
- Zliten
- Homs

La població en el cens del 1939 va ser de prop de 225.000 habitants, la majoria dels quals eren àrabs i amazics. Els prop de 10.000 italians es van concentrar a Misratah, Homs i alguns pobles de nova creació per als colons italians (Gioda, Crispi, Littoriano, Corradini, etc.)
La majoria de la població era de religió musulmana, però n'hi havia una creixent comunitat de catòlics a causa de la immigració de colons italians. A més a més n'hi va haver prop de mil jueus a Misurata.
La província a partir de 1939 es va considerar oficialment part del Regne d'Itàlia, per tant regida amb les mateixes lleis. Va ser una de les quatre noves províncies italianes de l'anomenada Quarta Sponda creada per Benito Mussolini. El 9 de gener de 1939, la colònia d'italians de Líbia es va incorporar a la «Itàlia metropolitana» i posteriorment va ser considerada part integrant de l'Estat italià -els francesos, el 1848, havien incorporat l'Algèria francesa de la mateixa manera-.

## Població a la Província de Misurata
Segons el cens italià de 1939 de Líbia, aquestes van ser les dades principals de població:
| Ciutat     | Habitants | Italians | Notes                                                                         |
| ---------- | --------- | -------- | ----------------------------------------------------------------------------- |
| Littoriano | 150 p.    | 150      | Poble de colons italians, ara abandonat                                       |
| Corradini  | 420 p.    | 420      | Poble de colons italians, construït el 1939                                   |
| Homs       | 35,316 p. | 1,156    | Italians, prop d'un 3%                                                        |
| Misurata   | 46,321 p. | 1,472    | Italians, 3%                                                                  |
| Gioda      | 1,550 p.  | 1,550    | Poble de colons italians, construït el 1939                                   |
| Taworgha   | 5,174 p.  | -        | Poble habitat en la seva majoria per habitants de raça negra i alguns amazics |
| Sirte      | 15,014 p. | 303      | Italians, 2%                                                                  |
| Nofaliya   | 3,459 p.  | 35       | Italians, prop d'un 1%                                                        |